# Machete (film)
Machete är en amerikansk action-thriller-exploitations film, från 2010 i regi av Robert Rodriguez och Ethan Maniquis med Danny Trejo i huvudrollen som Machete. Filmen hade Sverigepremiär den 15 oktober 2010. En uppföljare kallad Machete Kills hade biopremiär i oktober år 2013.

## Handling
Machete Cortez (Danny Trejo) lever i exil i USA som daglönare. Michael Booth (Jeff Fahey) vill att Machete ska döda senator John McLaughlin (Robert De Niro) som vill kasta ut alla illegala invandrare. Booth menar att detta kan stoppa tillgången till billig arbetskraft och störa USA:s ekonomi. Machete går med på det, men precis innan han ska skjuta McLaughlin blir denne skjuten i benet av en annan skytt som sedan skjuter Machete och får det att se ut som om Machete utfört ett misslyckat attentat.
Det visar sig att Booth är hyrd av McLaughlin för att stärka hans valkampanj. Vad Booth och McLaughlin inte vet är att Machete är en f.d. mexikansk agent. Machete slår sig samman med sin bror Benito del Toro (Cheech Marin) och taco-försäljaren Luz (Michelle Rodríguez) för att ta ut en gruvlig hämnd på dem som gjort honom ont. Booth och McLaughlin och deras hejdukar inser alldeles för sent att de har bråkat med helt fel mexikan...

## Om filmen
- Filmen är en utvidgning av den fiktiva trailer Rodriguez regisserade för Grindhouse.
- Det är Danny Trejos första huvudroll i en större film.
- Filmen är inspelad runt omkring i Austin, Texas samt i Troublemaker Studios i Austin.

## Medverkande (i urval)
- Danny Trejo – Machete Cortez
- Jessica Alba – Sartana Rivera
- Michelle Rodríguez – Luz / Shé
- Robert De Niro – Senator John McLaughlin
- Jeff Fahey – Michael Booth
- Steven Seagal – Rogelio Tórrez
- Cheech Marin – Fader Benito del Toro
- Don Johnson – Von Jackson
- Lindsay Lohan – April Booth
- Daryl Sabara – Julio
- Tom Savini – Osiris Ampanpour
- Shea Whigham – Sniper
- Billy Blair – Billy
- James Parks – Edgar McGraw
- Tito Larriva – Culebra Cruzado
- Felix Sabates – Doktor Felix
- Electra Avellan – Sköterskan Mona
- Elise Avellan – Sköterskan Lisa
- Rose McGowan – Boots McCoy (borttagna scener)